# Torulisquama ceratophora
Torulisquama ceratophora is een vlinder uit de familie van de grasmotten (Crambidae). De wetenschappelijke naam van de soort is voor het eerst geldig gepubliceerd in 2010 door Dan-Dan Zhang & Hou-Hun Li.

## Type
- holotype: "male. 1.VI.1995. leg Aisihaer Mainaiti. genitalia slide ZDD no. 02329"
- instituut: ICCLS, Nankai University, Tianjin, China
- typelocatie: "China, Gansu Province, Kang County, 33°20'N, 105°36'E, 1100 m"